# Isidoro Díaz
Isidoro Díaz Mejía, né le 14 mars 1938 à Acatlán de Juárez au Mexique, est un joueur de football international mexicain, qui évoluait au poste de milieu de terrain.

## Biographie

### Carrière en club
Avec le Chivas de Guadalajara, il remporte 7 titres de champion du Mexique et joue deux finales de Coupe des champions de la CONCACAF.

### Carrière en sélection
Avec l'équipe du Mexique, il joue 68 matchs (pour 16 buts inscrits) entre 1960 et 1970. 
Il figure dans le groupe des sélectionnés lors des coupes du monde de 1962, de 1966 et de 1970. Lors du mondial 1962, il joue trois matchs : contre le Brésil, l'Espagne et la Tchécoslovaquie. Lors du mondial 1966, Isidoro Díaz dispute à nouveau trois matchs : contre la France, l'Angleterre et l'Uruguay. Lors de l'édition 1970, il ne joue qu'un seul match, face à l'Italie.

## Palmarès
Chivas
| - Championnat du Mexique (7) : - Vainqueur : 1956-57, 1958-59, 1959-60, 1960-61, 1961-62, 1963-64, 1964-65. - Coupe du Mexique (1) : - Vainqueur : 1962-63. |  | - Supercoupe du Mexique (6) : - Vainqueur : 1957, 1959, 1960, 1961, 1964 et 1965. - Ligue des champions (1) : - Vainqueur : 1962. - Finaliste : 1963. |